# Handschrift 158

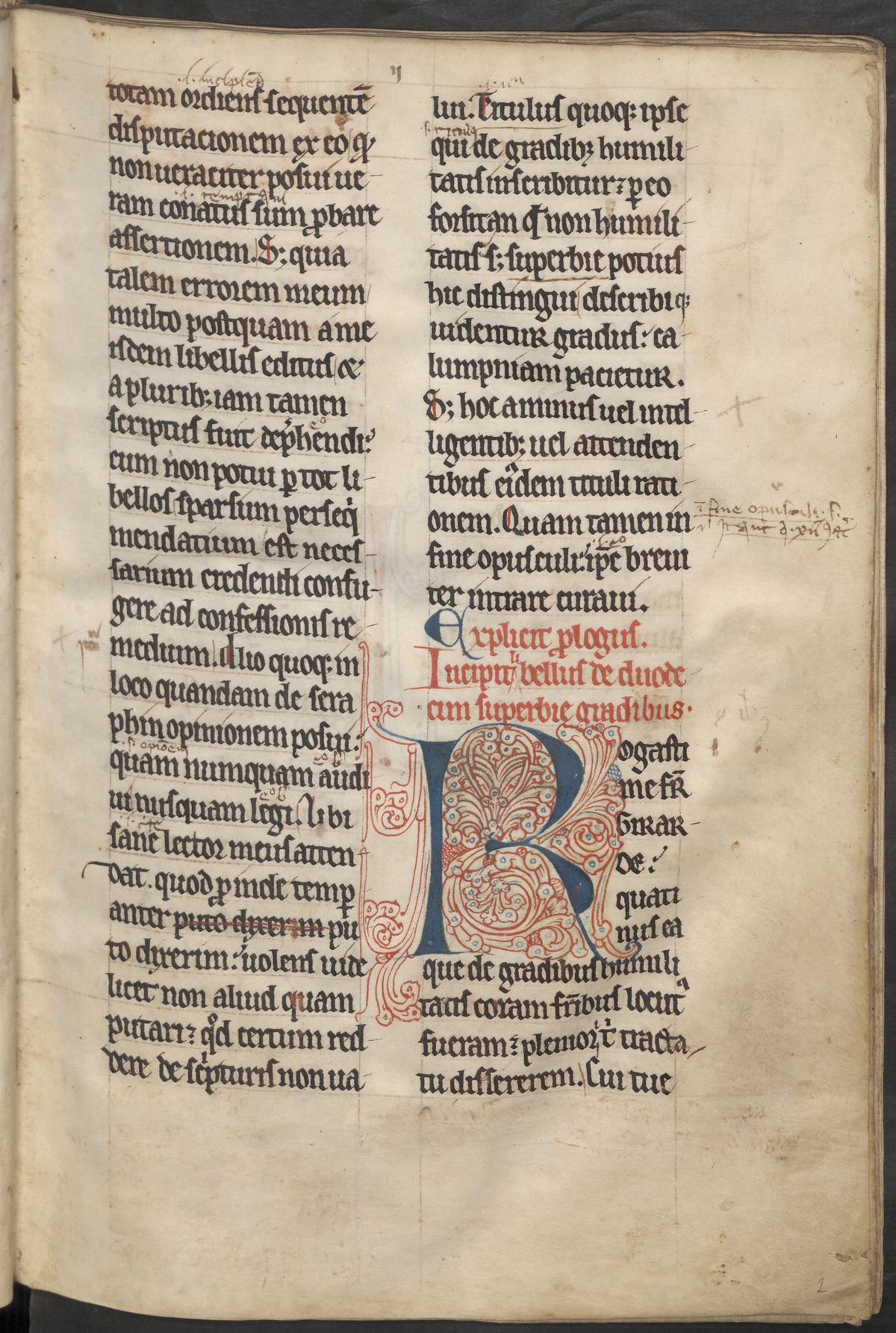
Folio 2r: De letters zijn met rood gerubriceerd en de hoofdletter is met blauw versierd. In de marges zijn aantekeningen gemaakt. Dit blad toont een deel van Ejusdem Liber de XXII sententiis door Bernardus Claraevallensis.

Handschrift 158 is een 13e-eeuws verzamelhandschrift met negen Latijnse teksten die zijn geschreven door twee of drie verschillende kopiisten. De teksten zijn op een later moment samengebonden tot dit manuscript. Naast de hoofdtekst zijn er ook veel commentaren aan deze tekst toegevoegd, en zijn er veel tekens van gebruik zichtbaar. Handschrift 158 was lang in het bezit van het kartuizerklooster Nieuwlicht te Utrecht, maar wordt tegenwoordig bewaard in de Universiteitsbibliotheek Utrecht. Het is te citeren als: Universiteitsbibliotheek Utrecht Hs. 158 (4D10).

## Beschrijving
De op perkament geschreven teksten zijn samengebonden in een band met houten platten die zijn overtrokken met leer. Op de band zijn nog resten van het boekslot zichtbaar. Het boek heeft 176 perkamenten bladen (folia), die per tekst verschillen van kwaliteit (dikte, kleur, schade) omdat de teksten niet samen gemaakt zijn, maar later samengebonden. Aan de zijkant van een aantal bladen zijn klavieren (kleine perkamenten bladwijzers) zichtbaar om het begin van de verschillende teksten in de codex aan te geven. De pagina’s bevatten ook foliëring (een manier om pagina’s te nummeren); bovenaan worden Romeinse cijfers gebruikt, en onderaan zijn Arabische cijfers gebruikt. De prikkings en liniëring is op veel folia nog zichtbaar. Er is voornamelijk met rood gerubriceerd (rubriceren) in het schrifttype littera textualis.  De hoofdletters zijn in de eerste paar teksten met blauw aangezet, en op folia 116r (recto) tot 118r (het begin van Expositio in Cantica canticorum, secundum S. Bernardum) is naast rode rubricaties ook groene versiering gebruikt.

## Inhoud

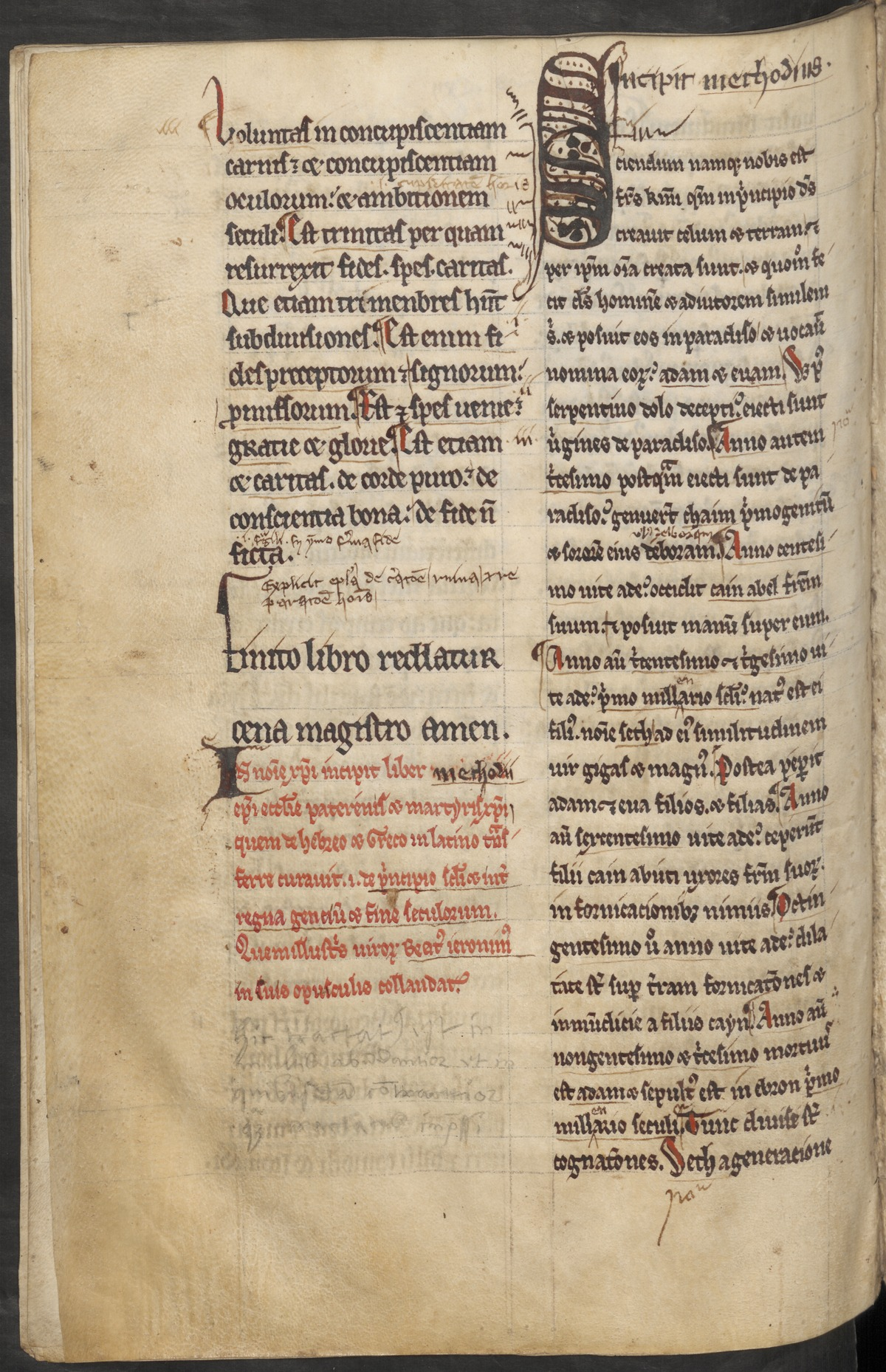
Folio 112v: Links onderaan de pagina is een noot toegevoegd in potlood die uitlegt dat er folia missen. Dit blad toont een deel van De principio saeculi et interregnis gentium et fine saeculorum, door Methodius.

Dit is de inhoud van het boek volgens de inhoudsopgave en de oude foliëring. 
- Bernardus Claraevallensis, Liber de XII gradibus superbiae (folia 1r-33r)
- Bernardus Claraevallensis, Liber de XXII sententiis (folia 33r-65v)
- Bernardus Claraevallensis, Liber de gratia et libero arbitrio (folia 65v-86v)
- Bernardus Claraevallensis, Epistola apologetica (folia 86v-100r)
- Bernardus Claraevallensis, Epistolae quaedam (folia 100r-109v)
- Bernardus Claraevallensis, Sermo incipiens Beatus homo qui manducat panem in regno Dei (folia 109v-111r)
- Bernardus Claraevallensis, Sermo incipiens Beata illa et sempiternal Trinitas (folia 111r-112v)
- Methodius, De principio saeculi et interregnis gentium et fine saeculorum (folia 112v-115v)
- Missende folia: 116-134 (Kenbaar gemaakt door de oude foliëring, de inhoudsopgave en door een notitie in potlood op folio 112v: “hic tractatus est in multis abundantior et in quibusdam contractior quam tractatus impressi”). Het einde van Methodius’ tekst ontbreekt en het Evangelium Nicodemi is ook afwezig.[1]
- Bernardus Claraevallensis of Haimo Halberstadensis, Expositio in Cantica canticorum, secundum S. Bernardum (folia 135-196, maar volgens de nieuwe foliëring is dit 116r-176r). Er is nog onduidelijkheid of deze tekst geschreven is door Bernardus Claraevallensis, sommige zeggen dat Haimo Halberstadensis de maker is.[1]

## Notities
Naast de bovengenoemde handen is er nog minstens één extra hand zichtbaar in het manuscript en dat is die van Zweder van Boecholt. De inhoudsopgave, ex libris en Romeinse foliëring bovenaan de folia zijn door hem toegevoegd.
Naast Zweder van Boecholts toevoegingen zijn er ook nog talloze opmerkingen en notities door een ander persoon toegevoegd, deze opmerkingen zijn te vinden op bijna ieder blad van dit manuscript zowel in de marge als tussen de regels door.  Deze opmerkingen zijn wat slordiger van aard dan het formele schrift van de hoofdtekst, de persoon heeft bijvoorbeeld op folio 41v een doodle getekend van een gezicht.
Dit boek vertoont naast de vele opmerkingen ook andere tekens van gebruik, zoals vlekken en scheurtjes. Op folio 114v bijvoorbeeld, is het vel doorzichtig doordat er olie op terecht is gekomen, de tekst van de andere kant van het blad is hierdoor te zien. 